# Бруцелоза
Бруцелоза (Brucellosis), средоземна грозница, кипарска грозница или малтешка грозница је заразно обољење акутног или хроничног тока проузроковано бактеријом из рода бруцела. На тежину и ток болести има утицаја и тип бруцела. Најтежи облик бруцелозе код људи изазива бруцела мелитенсис (лат. Brucella melitensis), средње тежак облик изазива бруцела суис Brucella suis, док бруцела абортус Brucella abortus изазива у већини случајева лакши облик болести.
У акутној фази болести јављају се општи симптоми. У хроничној фази јављају се симптоми оштећења различитих органа и ткива, праћени наизменичним порастом температуре.

## Инфективни агенс
Бруцеле спадају у прилично отпорне микроорганизме, нарочито према сушењу и нижој темпеператури. Месецима се могу одржати у прашини, у постељици или плодовој течности и у мртвом плоду животиња. Осетљиве су на дејство повишене температуре, директне Сунчеве светлости и на већину дезинфикационих средстава.
Бруцеле су сврстане у шест врста: Brucella melitensis, Brucella abortus, Brucella suis, Brucella ovis, Brucella canis и Brucella neotomae.
Brucella melitensis- узрочник је бруцелозе ситне рогате стоке (овце, козе), најпатогенија је од свих бруцелоза и изазивач је Малтске или таласасте грознице човека.
Brucellosa abortus bovis- узрочник је бруцелозе крупне рогате стоке (говеда, биволи, камиле), мање је патогена за људе, код којих и изазива Бангову болест.
Brucella suis- узрочник је бруцелозе свиња, мало патогена за људе и ретко изазива обољење код људи.
Остале бруцеле имају мало значајна за човека.
У спољашној средини бруцелесу доста отпорне на све утицаје. У млеку, плодовој води, гноју и другом материјалу од болесника бруцеле се могу одржати више дана, у младом сиру око 3 месеца, у смрзнутом месу један до два месеца, у води и до три месеца. Осетљиве су на дезинфекциона средства, али присуство органских материја смањује дезинфекциони ефекат.

## Инкубациони период
Инкубациони период код бруцелозе може бити врло различит. Најчешће се креће у распону 5 - 30 дана, а може да износи и више месеци.

## Резервоар заразе
Резервоар заразе су најчешће домаће животиње: за Brucelu suis то су свиње, за бруцелу абортус говеда, а за бруцелу мелитензис овце и козе али могу бити и заражена и говеда, коњи, пси, кокоши, разне врсте птица и дивљих животиња.
Бруцелоза је код животиња блага болест која се манифестује само у гравидитету, и то побачајима. Бруцеле се налазе у побаченом плоду, постељици, плодовој води, млеку и урину заражених животиња. Мада се бруцеле налазе у крви, мокраћи и пунктату из лимфних чворова болесника, човек није значајан резервоар заразе. Инфекција се не преноси са човека на човека.

## Путеви ширења
Људи се заражавају употребом некуваног млека заражених животиња или млечних производа, директним контактом са зараженом стоком, односно њиховим секретима и ткивима. Бруцелоза се шири и респираторним путем, преко прашине контаминиране млеком, мокраћом или постпарталним дејектима заражених животиња.

## Улазно место
Улазно место инфекције су мале повреде на кожи, вежњачи и слузокожи цревног, респираторног и гениталног тракта.

## Осетљивост и отпорност
Осетљивост према бруцелози је општа. Отпорност која се развија после болести је краткотрајна и несигурна.

## Остале епидемиолошке карактеристике
Од бруцелозе обољевају најчешће особе које у свом занимању долазе у контакт са зараженом стоком или њиховим продуктима (сточари, ветеринари, месари, власници стоке). Чешће обољевање мушкараца у продуктивном животном добу последица је веће изложености. Пошто је излучивање микроорганизама најинтензивније током партуса домаћих животиња, бруцелоза може да има сезонски карактер ако су извор заразе овце и козе. Бруцела абортус је у прошлости била раширена у САД, Канади, Уједињеном Краљевству, земљама средње Европе и јужне Африке. Brucella mellitensis је данас раширена, а Brucella suis у северној и западној Европи. захваљујући ветеринарским мерама бруцелоза је у многим земљама данас елиминисана, па се и код људи јавља изузетно ретко.
У нашој земљи се појединачни случајеви и мање епидемије бруцелозе региструју на подручју централне Србије и Косова и Метохије.

## Клиничка слика
Бруцелоза се карактерише великом разноликошћу клиничке слике, што отежава дијагностику и често доводи до дијагностички грешака.
Почетак болести може бити нагао, акутан, са језом, повишеном телесном температуром, главобољом, малаксалошћу и боловима у целом телу. Може, међутим, да почиње лагано, таласасто, са знацима опште слабости,боловима у мушићима,главобољом, повишеном температуром, која нарочито расте увече. У даљем току болести температура расте током ноћи, а онда се снижава уз јако знојење, да би ујутру телесна температура била нормална. Ово стање може да траје недељама, при чему се болесник у периодима без повишене телесне температуре добро осећа.Обично у периоду од две недеље температура измени овај ток, тако да после периода од неколико дана са повишеном телесном температуром, следи неколико дана без температуре. Овакав ток болести може да траје неколико месеци, па чак и  више година, што значи да је болест постала хронична.
У почетку, без обзира на повишену телесну температуру, опште стање пацијента је добро, да би касније учестале жалбе на осећај умора, главобољу, раздражљивост, болове у стомаку, мишићима и зглобовима. Региструје се губитак апетита и телесне тежине. Може појавити оток лимфних жлезда (нарочито подвиличних и вратних), и слезине, понекад и јетре.
Данас се ретко срећу тешки облици бруцелозе, обично се болест манифестује субфебрилним температурама, боловима у мишићима и зглобовима, без захватања нервног система и лимфних жлезди.

## Лабораторијска дијагностика
Дијагноза бруцелозе може да се постави изоловањем узрочника из крви, коштане сржи (најчешће након пункције грудне кости), ређе из излучевина болесника.
Много већи значај односно ширу примену имају серолошке реакције, међу којима су најважније:
- тестови аглутинације на плочици као што су BAB test (Brzi Aglutinacioni Brucela test) i Rose-Bengal (Rose Bengal plate test);
- Wright-ова реакција аглутинације;
- реакција фиксације комплемената;
- Кумбсов антихумани глобулински тест;
- Индиректна имунофлуоресценција;
-Пасивна хемаглутинација;
- ELISA.

## Мере спречавања
Набројане мере спречавања зооноза примењују се и код овог обољења, посебан значај има вакцинација животиња, као и затварање и уништење инфицираних стада. Продукти заражених животиња се не смеју користити.
Мере профилаксе бруцелозе треба да буду усмерене на ликвидацију обољења међу домаћим животињама, што је у домену ветеринарске службе. Поред овога, долази у обзир:
- пастеризација млека;
- справљање млечних производа само од пастеризованог млека;
- контрола стоке на фармама и у кланицама;
- дезинфекција побачених фетуса и вагиналних секреција животиња, као и свих предмета контаминисаних овим секретима;
- здравствено васпитање становништва, нарочито сточара и земљорадника, месара и других угрожених групација.

## Мере сузбијања
При појави бруцелозе, уз зоохигијенске мере спроводе се епизотолошка и епидемиолошка испитивања, чији циљ утврђивање свих инфицираних особа.
Болесници се хоспитализују према клиничким индикацијама, а посебна изолација није потребна. спроводи се дезинфекција мокраће и другог болесничког материјала. Завршна дезинфекција није потребна. Бруцелоза подлеже обавезном пријављивању.